# Gustav Krug von Nidda
Gustav Krug, seit 1890 Krug von Nidda, (* 1. April 1836 in Darmstadt; † 29. Januar 1918 ebenda) war ein deutscher Verwaltungsjurist und Ministerialbeamter, der insbesondere als großherzoglich hessischer Staatsrat und stellvertretender Bevollmächtigter zum Bundesrat Bedeutung erlangte.

## Leben
Geboren als Sohn des Präsidenten des großherzoglich hessischen Hofgerichts Georg Krug (1801–1878), besuchte Gustav Krug das Gymnasium in Darmstadt und studierte Rechtswissenschaften an der Universität Gießen (dort Mitglied des Corps Teutonia) und an der Universität Heidelberg (dort Mitglied des Corps Rhenania). 1857 absolvierte er das erste Staatsexamen und wurde Referendar, 1860 nach dem bestandenen zweiten Staatsexamen Assessor. 1866 wurde er Hofgerichtsrat beim Hofgericht der Provinz Starkenburg und Auditeur in Darmstadt. 1879 erhielt er die Zulassung als Rechtsanwalt beim Landgericht Darmstadt und beim Oberlandesgericht Darmstadt. 1883 wurde er zum Oberfinanzrat und zum Vortragenden Rat im hessischen Finanzministerium ernannt, 1891 erhielt er den Titel eines Geheimen Oberfinanzrats. 1893 wurde er Mitglied der Prüfungskommission für das Finanz- und technische Fach. Als Ministerialrat und Vorsitzender der Abteilung für Zoll- und Steuerwesen (ab 1894) leitete Krug von Nidda die Vorarbeiten der hessischen Steuerreform, die unter dem Präsidenten des Finanzministeriums, Wilhelm Küchler, später vollzogen wurde. 1898 wurde er als Geheimrat in das Staatsministerium berufen und dem Ministerium des Innern zugewiesen. 1899 wurde er zum Geheimen Staatsrat ernannt.
Seit 1898 fungierte Krug von Nidda als stellvertretender Bevollmächtigter zum deutschen Bundesrat. 1899, 1902, 1905 und 1908 war er landesherrlicher Kommissar für die Erste Kammer der hessischen Landstände, 1912 hessischer Geschäftsträger in Berlin.
Nebenamtlich war er ständiges Mitglied des Kaiserlichen Aufsichtsamts für Privatversicherung in Berlin. Zum 1. Januar 1913 trat er unter Verleihung des Titels eines Wirklichen Geheimen Rats in den Ruhestand.

## Familie
Krugs Sohn Ernst Krug von Nidda (1866–1943) war Präsident des Hessischen Oberversicherungsamts in Darmstadt.

## Auszeichnungen
Gustav Krug wurde am 14. Oktober 1890 unter dem Namen Krug von Nidda in den erblichen hessischen Adelsstand erhoben.

## Schriften
- Kommentar zu dem hessischen Erbschaftssteuergesetz. 1886.
- Denkschrift über die hessische Steuerreform. 1898.
- Der deutsche Militarismus und Englands Schuld am Kriege.  1916.